# Марк Валерій Мессала Корвін (консул 58 року)
Марк Валерій Мессала Корвін (лат. Marcus Valerius Messala Corvinus; 25 — після 59 року) — політичний діяч ранньої Римської імперії, консул 58 року.

## Життєпис
Походив з патриціанського роду Валеріїв, його гілки Мессалів. Син Марка Валерія Мессали Мессаліна Барбата, консула 20 року. З 49 року став членом колегії арвальських братів. У 59 році обіймав посаду консула разом з імператором Нероном. У зв'язку зі своєю бідністю отримав від імператора Нерона щорічну грошову допомогу у розмірі 500 тисяч сестерціїв. Подальша доля невідома.